# 大場はるか
大場 はるか（おおば はるか　1993年（10月4日 - ）は、日本の女優。元ナナランドリーダー
ナナランドでの担当カラーはミントグリーン。
埼玉県出身。かつてコレットプロモーションに所属していた。。

## 略歴
- 小学校6年生の頃に[要追加記述]モデルなどの活動を始め[5]、上杉まゆみ・古井みずきとのアイドルユニット「うきうき〜ず」では隊長として活動していた。

- 2012年、講談社主催のアイドルオーディション『ミスiD2013』に応募し、準グランプリに相当する“ミスiD”5名の中に選出される[6][注 2]。
- 2013年12月29日、副業ユニット「青いソーダくん」を結成し都内でライブ活動を行う。

- 2014年8月よりコレットプロモーションに移籍し、30日にアイドルグループ『drop』に加入[5]。

- 2017年12月、所属してきたdropが『ナナランド』に変更・改組。

- 2024年9月15日～16日、横浜アリーナで開催された大型アイドルフェス『@JAM EXPO 2024』にて@JAM ALLSTARS 2024のメンバーに選ばれる。また、ナナランドとともに最後の出演となるでんぱ組.incのコラボステージにも出演する。

- 2025年3月27日、ナナランド卒業。

## 人物
- 兄が1人いる[8]。
- 好きなアーティストはBUMP OF CHICKEN、椎名林檎、大森靖子、でんぱ組.incなど。
- 好きなアニメは新世紀エヴァンゲリオン、ちいかわなど。
- 趣味はマンガやギター、歌、ショッピング。特技は極真空手[9]。
- 好きなスポーツはドッジボール。
- 「リン」という猫を飼っている[10][注 3]。2013年現在、リンを含め9匹の猫を飼っている。
- お笑い芸人として女芸人No.1決定戦 THE W 二回戦出場経験がある。
- 双子の妹「DJすのもの」として様々なイベントでDJを行う。
- MCや作詞作曲、小説やコントの脚本を執筆するだけでなく、ナナランドの衣装アレンジや作成など多彩な活動を行っている。
- ナナランドの楽曲「キミから一番遠い場所」ではミュージックビデオの監督を務める。また、ライブなどで使用するVTR、Youtubeの映像ディレクターとして撮影、編集も行っている。

## 作品

### 大場はるか監督作品
- キミから一番遠い場所 MV (2019年、ナナランド)

## 出演

### バラエティ
- アニメロビー（2007年、テレビ大阪）
- インスタントジョンソンの”Shall We Conte？” （2016年 - 2022年、WALLOP）

### 教育番組
- NHK高校講座「ロンリのちから」（2013年8月14日 - 2014年9月23日、NHK教育テレビ）

### ラジオ
- 現役女子高生 大場はるか&上杉まゆみのラジオ（仮）がとれません。（FMとおかまち、FMゆきぐに、FMながおか、BSNラジオ、FM上越）

### 映画
- 転生（2006年、バイオタイド、監督：元木隆史） - 鎌田佑実 役
- あしたの私のつくり方（2007年）[5]
- あぜみちジャンピンッ!（2011年、ヴォストーク、監督：西川文恵） - 主演 高野優紀 役
- 四季（2012年8月12日上映会）
- 短編映画「The Left Hand Dreams 左手の夢」(2023年、監督：西川文恵）

### ウェブドラマ
- 連続Webドラマ「ぶっちぎり乱蔵！」(2016年)
- VRドラマ「鍵森論子のみすてり倶楽部」(2021年)

### ウェブテレビ
- 矢口真里の火曜The NIGHT（2022年5月19日、6月8日[11]、ABEMA）

### CM
- 学研「マイコーチ」2006年イメージガール（2006年）
- 新潟工科大学「自分みがき編」（2012年7月）
- 久光製薬「アレグラFX」（2013年1月）

### 舞台
- オンナ、ひと憂。（2013年9月12日 - 16日、中野ザ・ポケット）森山さくら役[12]
- 発足!ギャル内閣（2014年5月10日 - 5月11日、中目黒キンケロシアター）
- 劇じゃない火星人のはなしのヤツ (2017年3月1日 - 3月5日　LIVESTAGE hodgepodge　監督 加藤拓也・はるか役)

### 写真展
- J:COM presents エヴァンゲリオン×美少女写真展-Girls Collection of EVANGELION-（2012年開催）

## 書籍

### 写真集
- ツインテールと機関銃

### 雑誌連載
- 講談社「なかよし」 - モデル